# Rajd Montelongo
Rally Montelongo (Rajd Montelongo) – organizowany od 1996 roku rajd samochodowy z bazą w portugalskiej miejscowości Fafe. Odbywa się on na asfaltowych trasach. W roku 2020 stanowi jedną z eliminacji mistrzostw Europy.

## Zwycięzcy[1]
| Rok  | Nazwa rajdu                                      | Kierowca              | Pilot                  | Samochód                    | Kategoria |
| ---- | ------------------------------------------------ | --------------------- | ---------------------- | --------------------------- | --------- |
| 1996 | Rali de Montelongo 1996                          | Pedro Meireles        | António Abreu          | Volkswagen Golf III GTi 16V |           |
| 1997 | Rallye Montelongo 1997                           | Filipe Pinto          | Paulo Babo             | Renault Clio Williams       |           |
| 1998 | Rali Montelongo / Cidade de Fafe 1998            | Pedro Dias da Silva   | Victor Jesus           | Citroën Saxo Cup            |           |
| 1999 | Rali Montelongo / Cidade de Fafe 1999            | Filipe Madureira      | Miguel Rodrigues       | Renault Clio 16V            |           |
| 2000 | Rali Montelongo / Cidade de Fafe 2000            | Joaquim Bernardes     | José Pinho de Almeida  | Citroën Saxo Cup            |           |
| 2001 | Rali Montelongo / Cidade de Fafe 2001            | Filipe Moreira        | Paulo Silva            | Renault Clio Williams       |           |
| 2002 | Rali Montelongo / Cidade de Fafe 2002            | Carlos Matos          | Duarte Gouveia         | Peugeot 206 S1600           |           |
| 2003 | Rali Montelongo / Cidade de Fafe 2003            | Rui Moreira           | Alberto Oliveira       | Renault Clio 1.8 16V        |           |
| 2004 | Rali Worten / Montelongo / Casa Pessoal RTP 2004 | Paulo Antunes         | Jorge Amorim           | Renault Clio 1.8 16V        |           |
| 2005 | Rali Worten / Montelongo 2005                    | Luís Cardoso          | Isabel Branco          | Renault Clio 1.8 16V        |           |
| 2006 | Rali Worten / Montelongo 2006                    | Anibal Pereira        | Paulo Silva            | Citroën Saxo Cup            |           |
| 2007 | Rallye Montelongo / Cidade de Fafe 2007          | Pedro Peres           | Tiago Ferreira         | Ford Escort RS Cosworth     |           |
| 2008 | Rallye Montelongo 2008                           | João Ruivo            | Alberto Silva          | Fiat Stilo Multi Jet        |           |
| 2009 | Rali Montelongo 2009                             | Ricardo Costa         | Nuno Almeida           | Mitsubishi Lancer Evo VI    |           |
| 2010 | Rali Montelongo 2010                             | Manuel Coutinho       | Manuel Babo            | Mitsubishi Lancer Evo VI    |           |
| 2011 | Rali Montelongo 2011                             | António Rodrigues     | Jorge Eduardo Carvalho | Citroën Saxo Cup            |           |
| 2012 | Rali Montelongo 2012                             | Fernando Peres        | José Pedro Silva       | Mitsubishi Lancer Evo VII   |           |
| 2013 | 1. Rally Sprint Montelongo 2013                  | Rui Salgado           | Luís Godinho           | Peugeot 306 GTI             |           |
| 2014 | Rallye Montelongo - Fafe Montim 2014             | Pedro Tapia Rodriguez | Marcos Gude Grande     | Mitsubishi Lancer Evo VI    |           |
| 2015 | Rali de Montelongo 2015                          | José Rodrigues        | Nuno Lima              | Honda Civic EG6             |           |
| 2016 | Rali de Montelongo 2016                          | Ricardo Costa Jr.     | Sérgio Rocha           | Peugeot 206 S1600           |           |
| 2017 | Rali de Montelongo 2017                          | Ricardo Costa Jr.     | Sérgio Rocha           | Peugeot 206 S1600           |           |
| 2018 | Rali Montelongo 2018                             | Luís Delgado          | André Carvalho         | Citroën C2 S1600            |           |
| 2019 | Rally Montelongo 2019                            | Paulo Antunes         | Natacha Antunes        | Peugeot 208 R2              |           |
| 2020 | Rally Fafe Montelongo 2020                       | Aleksiej Łukjaniuk    | Dmitrij Jeremiejew     | Citroën C3 R5               | ERC       |

- ERC – Rajdowe Mistrzostwa Europy